# Krančići
Krančići is een plaats in de gemeente Kaštelir-Labinci in de Kroatische provincie Istrië. De plaats telt 80 inwoners (2001).